# 特溫萊克鎮區 (北達科他州本森縣)
特溫萊克鎮區（英語：Twin Lake Township）是位於美國北達科他州本森縣的一個鎮區。

## 地方資料
特溫萊克鎮區的面積為93.19平方千米，當中陸地面積為87.72平方千米，而水域面積為5.47平方千米。根據2010年美國人口普查的數據，當地共有人口39人，而人口密度為每平方千米0.42人。